# Аппельгрен, Брита
Бри́та А́ппельгрен (швед. Brita Appelgren; 21 декабря 1912, Стокгольм — 29 октября 1999, Стокгольм) — шведская балерина и киноактриса.

## Биография
С 1934 по 1955 — артистка балета оперных театров Швеции
В кино дебютировала в 1923 году в роли ребёнка в фильме «Mälarpirater» режиссёра Густава Муландера. Активно снималась до начала Второй мировой войны. Исполнила роли в около 20 кинофильмах.

## Избранная фильмография
- 1923 — Mälarpirater
- 1926 — Mordbrännerskan
- 1926 — Hon, den enda
- 1927 — Hans engelska fru
- 1927 — Ungdom
- 1928 — Majestät schneidet Bubiköpfe
- 1928 — Die Blaue Maus
- 1928 — Hans Kungl. Höghet shinglar
- 1929 — Konstgjorda Svensson
- 1930 — Ulla, min Ulla
- 1930 — Kronans kavaljerer
- 1931 — Markurells i Wadköping
- 1931 — Skepp ohoj
- 1931 — Trötte Teodor
- 1932 — Sten Stensson Stéen från Eslöv på nya äventyr
- 1933 — Flickan från varuhuset
- 1935 — Kanske en gentleman
- 1936 — Skeppsbrutne Max

Похоронена на стокгольмском Лесном кладбище.